# Sunette Viljoen
Sunette Stella Viljoen (Johannesburg, 6 ottobre 1983) è una giavellottista sudafricana.

## Biografia
Plurivincitrice dei campionati africani di atletica leggera nella gara del lancio del giavellotto (nel 2004, 2008 e 2010) ha al suo attivo anche una medaglia d'oro all'Universiade del 2009 e una ai Giochi del Commonwealth del 2006. Nel 2011 ha conquistato il bronzo ai campionati del mondo di Daegu con una misura di 68,38 m, record dei campionati.
Il 9 giugno 2012 ha effettuato un lancio di 69,35 m, che le ha valso il primato mondiale stagionale, nonché nuovo record africano, confermando la qualificazione ai Giochi olimpici di Londra 2012 (la terza edizione per lei, dopo quelle di Atene 2004 e Pechino 2008, nelle quali non è riuscita a raggiungere la finale).

## Progressione

### Lancio del giavellotto
| Stagione | Risultato | Luogo         | Data       | Rank. Mond. |
| -------- | --------- | ------------- | ---------- | ----------- |
| 2012     | 69,35 m   | New York      | 9-6-2012   |             |
| 2011     | 68,38 m   | Taegu         | 2-9-2011   |             |
| 2010     | 66,38 m   | Praga         | 14-6-2010  |             |
| 2009     | 65,43 m   | Belgrado      | 7-7-2009   |             |
| 2008     | 62,24 m   | Potchefstroom | 26-2-2008  |             |
| 2007     | 58,39 m   | Bangkok       | 14-8-2007  |             |
| 2006     | 60,72 m   | Melbourne     | 19-3-2006  |             |
| 2005     | 57,31 m   | Parow         | 16-12-2005 |             |
| 2004     | 61,15 m   | Pretoria      | 20-2-2004  |             |
| 2003     | 61,59 m   | Durban        | 5-12-2003  |             |
| 2002     | 58,33 m   | Potchefstroom | 7-12-2002  |             |
| 2000     | 51,68 m   | Abuja         | 13-10-2000 |             |

## Palmarès

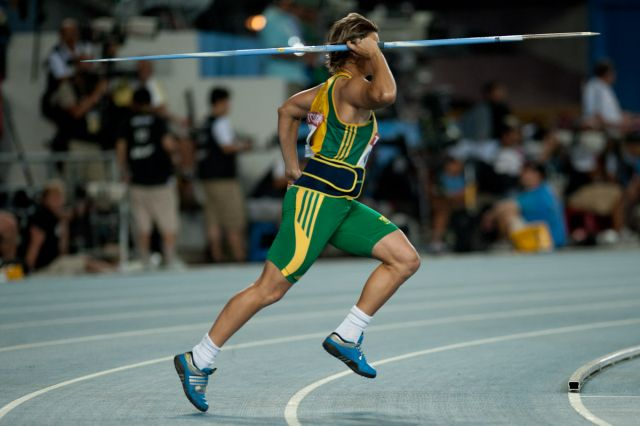
Sunette Viljoen effettua un lancio durante i campionati del mondo di Daegu 2011

| Anno | Manifestazione          | Sede           | Evento                 | Risultato | Prestazione | Note                  |
| ---- | ----------------------- | -------------- | ---------------------- | --------- | ----------- | --------------------- |
| 2003 | Mondiali                | Saint-Denis    | Lancio del giavellotto | 16ª       | 56,78 m     |                       |
| 2003 | Giochi panafricani      | Abuja          | Lancio del giavellotto | Bronzo    | 51,68 m     |                       |
| 2004 | Campionati africani     | Brazzaville    | Lancio del giavellotto | Oro       | 60,13 m     |                       |
| 2004 | Giochi olimpici         | Atene          | Lancio del giavellotto | 35ª       | 54,45 m     |                       |
| 2006 | Giochi del Commonwealth | Melbourne      | Lancio del giavellotto | Oro       | 60,72 m     |                       |
| 2006 | Campionati africani     | Bambous        | Lancio del giavellotto | Argento   | 55,64 m     |                       |
| 2007 | Giochi panafricani      | Algeri         | Lancio del giavellotto | Bronzo    | 54,46 m     |                       |
| 2008 | Campionati africani     | Addis Abeba    | Lancio del giavellotto | Oro       | 55,17 m     |                       |
| 2008 | Giochi olimpici         | Pechino        | Lancio del giavellotto | 33ª       | 55,58 m     |                       |
| 2009 | Mondiali                | Berlino        | Lancio del giavellotto | 17ª (q)   | 56,83 m     |                       |
| 2009 | Universiadi             | Belgrado       | Lancio del giavellotto | Oro       | 62,52 m     |                       |
| 2010 | Campionati africani     | Nairobi        | Lancio del giavellotto | Oro       | 63,33 m     |                       |
| 2010 | Giochi del Commonwealth | Nuova Delhi    | Lancio del giavellotto | Oro       | 62,34 m     |                       |
| 2011 | Universiadi             | Shenzhen       | Lancio del giavellotto | Oro       | 66,47 m     | Record africano       |
| 2011 | Mondiali                | Taegu          | Lancio del giavellotto | Argento   | 68,38 m     | Record africano       |
| 2012 | Giochi olimpici         | Londra         | Lancio del giavellotto | 4ª        | 64,53 m     |                       |
| 2013 | Mondiali                | Mosca          | Lancio del giavellotto | 6ª        | 63,58 m     |                       |
| 2014 | Giochi del Commonwealth | Glasgow        | Lancio del giavellotto | Argento   | 63,19 m     |                       |
| 2014 | Campionati africani     | Marrakech      | Lancio del giavellotto | Oro       | 65,32 m     | Record dei campionati |
| 2015 | Mondiali                | Pechino        | Lancio del giavellotto | Bronzo    | 65,79 m     |                       |
| 2016 | Campionati africani     | Durban         | Lancio del giavellotto | Oro       | 64,08 m     |                       |
| 2016 | Giochi olimpici         | Rio de Janeiro | Lancio del giavellotto | Argento   | 64,92 m     |                       |
| 2018 | Giochi del Commonwealth | Gold Coast     | Lancio del giavellotto | Bronzo    | 62,08 m     |                       |
| 2019 | Giochi panafricani      | Rabat          | Lancio del giavellotto | Bronzo    | 53,44 m     |                       |
| 2019 | Mondiali                | Doha           | Lancio del giavellotto | 17ª (q)   | 60,10 m     |                       |

## Campionati nazionali
2004
- ai campionati sudafricani - lancio del giavellotto

2006
- ai campionati sudafricani - lancio del giavellotto

2009
- ai campionati sudafricani - lancio del giavellotto

## Altre competizioni internazionali
2010
- Argento alla Coppa continentale ( Spalato), lancio del giavellotto - 62,21 m

2014
- Argento in Coppa continentale ( Marrakech), lancio del giavellotto - 63,76 m